# 全日本学生ドリフト王座決定戦
全日本学生ドリフト王座決定戦（ぜんにほんがくせいドリフトおうざけっていせん）は、全日本学生ドリフト王座決定戦実行委員会が主催する、学生のみによって競われるドリフト走行の競技会（ドリコン）である。通称は「学ドリ」。

## 概要
日本唯一の学生だけで戦われるドリフトコンテストである。2002年に第1回が開催され、以降毎年行われている。初回から2023年まではドリフト専門誌のドリフト天国が主催していたが、同誌の休刊に伴い、2024年は主催団体として全日本学生ドリフト王座決定戦実行委員会が組織され大会を実施した。
歴代優勝者のなかには、現在D1グランプリで活躍する岩井照宜（2003年西大会優勝）や秋葉瑠世（2015年東大会優勝）、フォーミュラ・ドリフトに参戦した田口和也（2011年・2012年東大会優勝）や益山航（2016年東大会優勝、東西統一王者）なども含まれており、D1グランプリやフォーミュラ・ドリフトなど競技ドリフトへの登竜門としての一面を持つ。一方で、勝つために全力を尽くす者もいれば仲間との思い出を残すために出場する者もおり、大会でありながら文化祭や体育祭のような雰囲気も醸し出している。
長年にわたりフェデラルタイヤとアップガレージが大会のメインスポンサーを務めており、優勝者や2位・3位の者にはフェデラル製のタイヤやアップガレージで使用できる商品券が贈呈される。2022年からはドリフト向けタイヤメーカーのVALINO TIRESが大会のオフィシャルサポーターとなったことに伴い、同社のタイヤが賞品に加わった。

### 特徴
出場車種は他のドリコンと比べて多様である。かつてはシルビア（S13・S14・S15型）や180SX、スカイライン（R32・R33・R34型）、チェイサー・マークII・クレスタ（JZX90・JZX100型）といったドリフトの定番とされる車種のターボエンジン搭載グレードがほとんどを占めていたが、それらの車種の中古価格が近年高騰し、金銭的に余裕がない傾向にある学生には手が届きづらくなっていることから、近年ではロードスター（NA・NB・NC型）、フェアレディZ（Z33・Z34型）、スカイライン（V35・V36型）、RX-8、アルテッツァ、86/BRZといったような、自然吸気エンジンを搭載する中古価格が比較的安価な車種、あるいはシルビアや180SXの自然吸気エンジン搭載グレードなども増加傾向にある。また、ドリフトにおいては珍しいミッドシップのMR2や、ビートやカプチーノのような軽自動車、さらにはフロントのドライブシャフトを撤去するなどの改造を行うことで4WDからドリフトに適したFRへ駆動方式を変更したアルトワークスやインプレッサなども出走している。
車両改造に関しても規定はなく、ナンバープレートを取得していない競技専用車両から、フルノーマルに近い車両まで多様である。ただし、ターボ車であってもタービンを高出力を発揮できる社外品に交換している割合は低い。これに関してドリフト天国編集長の川崎隆介は、「（参加者の）自主規制」「500馬力も600馬力もある車で優勝しても、誰も褒めてくれないんじゃないかという考え」が背景にあると分析している。

## 歴史
2002年、三栄書房の主催する「パワーツアー in 富士スピードウェイ」の中のコンテンツとして、富士スピードウェイNコースで初開催された。
翌2003年からは、参加者の増加への対応と地域格差の低減のため、東日本と西日本のサーキットで東大会・西大会をそれぞれ行うことになった。2003年以降、東大会は日光サーキットでほぼ毎年開催され（2004年のみエビスサーキット）、西大会は当初は名阪スポーツランド・備北ハイランドサーキット・DECセキアヒルズサーキットのいずれかで開催されていたが、2007年以降は名阪と備北で1年おきに交互に開催する形が定着した。
2009年からは、東大会・西大会それぞれの上位進出者による東西統一戦が日光サーキットで実施されるようになった。ただし、2019年は西大会および東西統一戦を廃止し東大会のみの開催となり、2020年以降は東大会・西大会共に開催せず富士スピードウェイのマルチパーパスドライビングコース（旧・ドリフトコース）での全国大会のみとなっている。
初回から長年にわたり夏に開催されてきたが、2020年と2021年は例年よりかなり遅い11月に開催された。その後も、2022年は10月、2023年は9月、2024年は11月と、必ずしも開催時期が夏とは限らない状況が続いている。

## 参加資格
2024年時点の参加資格は以下のようになっている。
- 文部科学省認定の学校に籍を置く学生であること[注釈 2]
- 普通自動車免許を取得していること
- 大会当日に満24歳以下であること[注釈 3]

このような参加資格のため、参加者の在籍する学校は大学・大学院・短大・専門学校・高等学校・職業訓練校など様々である。
2003年以降、参加にあたっては事前に書類選考が行われており、合格者のみが出場できる。

## 審査
ドリフトの角度・スピード・飛距離・安定感など明確な基準に基づいて審査されるD1グランプリやフォーミュラ・ドリフトなどの一般的なドリフト競技大会と異なり、審査基準は「自分の走りで100%以上を出せること」である。そのため、スピンやコースアウトがあっても、鋭いコーナー進入やアクセルを緩めない走りが評価され高得点となったり、反対に車のスペックを使い切った走りができていないと判断されると得点が伸びない場合もある。
審査員は第2回から元D1GP選手の古口美範・今村隆弘が務める。

## 大会の流れ

### 予選
毎年「方式は当日発表」とされているものの、コース上にパイロンを置き、その間をサイドターンやドリフトを駆使してスラロームで走り抜けるパイロン卍が2005年から採用され続けている。スラロームの際にドリフト出来ていなかったり、パイロンに接触してしまったり、反対にパイロンから離れすぎてしまったりした場合は減点となる。100点以上の走りを見せた選手は「パイロン王子」として表彰される。予選通過人数は年によって異なるが、例年概ね参加者の半数程度に絞られる。

### 本戦
予選で絞り込まれた選手によって争われる。かつてはトーナメント形式が採用されたり、1回戦と決勝戦の間に2回戦が開催されたり、敗者復活戦が行われたりしたこともあったが、2020年以降はどちらも実施されておらず、1回戦の上位10名前後がそのまま決勝へと進出する。また、追走形式で競われたこともあったが、2020年以降は1回戦・決勝戦共に1台で走行する単走形式が採用されている。

### フリー走行
決勝終了後にはフリー走行が実施されるが、この時参加者が自身の車にガムテープなどでメッセージを書いてアピールし、目立った参加者にはスポンサー企業からエアロパーツやタイヤなどの商品がプレゼントされるのが恒例となっている。

## 作品
- 映画『ガクドリ』（2011年）[11]